# ストリートファイター (1994年の映画)
『ストリートファイター』（Street Fighter）は、日本の対戦型格闘ゲーム『ストリートファイター』シリーズを原作とした1994年のアメリカ映画。同作の内容は制作当時の現役シリーズである『ストリートファイターII』シリーズをベースとしている。
本作を収録したDVD版が発売されている。

## ストーリー
東南アジアの軍事国家シャドルーで活動していた国連派遣医療団が、独裁者バイソン将軍に拉致される。バイソンは連合軍の司令官ガイル大佐へ巨額の身代金を要求し、72時間以内に金を払わない場合は人質全員を殺すと脅迫する。脅しに屈しないガイルは、戒厳令を破って逮捕された無法者のケンとリュウを使い一計を案ずる。一方、バイソンは捕らえた国連兵士を使い恐るべき人体実験を行おうとしていた。

## スタッフ
- 監督 - スティーヴン・デ・スーザ
- 製作 - エドワード・R・プレスマン、辻本憲三
- 製作総指揮 - ティム・ジンネマン、坂井昭夫、サシャ・ハラリ
- 脚本 - スティーヴン・デ・スーザ
- 武術指導 - ベニー・ユキーデ
- 撮影 - ウィリアム・フレイカー
- 音楽 - グレーム・レヴェル
- 美術 - ウィリアム・クレバー
- 編集 - アンソニー・レドマン、ロバート・シュグリュー、エドワード・アブロムス、ドン・アーロン

## キャスト
アメリカで制作された映画のため、登場人物の名前はアメリカ版の設定に準拠している。また、登場人物の設定がゲーム『ストリートファイターII』シリーズから大幅に変更されている。名前が変更された理由についてはストリートファイターII#登場キャラクターおよびベガ (ストリートファイター)#名前を参照。

### 連合軍
ウィリアム・F・ガイル大佐
演 - ジャン＝クロード・ヴァン・ダム
バイソン将軍打倒に執念を燃やす連合軍部隊のアメリカ人大佐。逮捕したケンとリュウに協力するよう持ち掛ける。サガットらをわざと逃がし、ケンに射殺されたように装ってバイソン将軍の本拠地に侵入する。
バイソン将軍を「クソ」（テレビ版吹替では「ゴキブリ」）呼ばわりする一方、格闘家としては一目おかれている。サマーソルトキック、ソニックブームを使う。
キャミィ・ホワイト
演 - カイリー・ミノーグ
ガイル大佐を補佐するイギリス人女性。軽い身のこなしで敵を倒す。フェイタルレッグツイスターを出しているシーンがある。
T. ホーク
演 - グレッグ・レインウォーター
ガイル大佐の補佐。ネイティブアメリカン。パワー攻撃が得意。得意技はメキシカンタイフーン。頭にチェロキー族の御守りのバンダナを巻いており、ガイルに「俺たちの分も欲しかったな」と言われる。
キャプテン・サワダ
演 - 澤田謙也
ガイル大佐につく日本人で、階級は大尉。確実に指示をこなす有能者。バイソンの本拠地を攻撃する連合軍部隊を直接指揮した。
映画版のみのオリジナルキャラクター。演じた澤田謙也は、キャスティングディレクターに自撮りのビデオを送って売り込み、それが高い評価を得てこの役を獲得したという逸話がある。当初「キャプテン・サワダ」というキャラクターは台本に存在しなかったが、澤田のためにアドリブで用意された役となっている。
連合軍事務次官
演 - サイモン・キャロウ
メガネをかけた白髪の男性。安保理事会で敵と交渉することが決まり、ガイルたちの出撃を阻止しようとする。だが、ガイルに攻撃中止命令を拒否され、ガイルを解任したが他の兵士からも反発されてずぶ濡れになってしまった。
チュンリー・ザン
演 - ミンナ・ウェン
GNTのテレビリポーターで、本田とバルログの上司。だが、実際には連合軍部隊の取材を隠れ蓑に、父親を殺したバイソン将軍への接近をもくろむ。鍛錬による確かな格闘術とパワーを持っており、バイソン将軍を不意打ちとはいえ一方的に押し、慌てて逃亡させるほどだった。
キャミィに対して「ダサい髪」と言うが「そっちでしょ!」と返されショックを受ける。
エドモンド本田
演 - ピーター・ネイビー・トゥイアソソポ
GNTの撮影クルー。かつては「横綱に一番近い男」と呼ばれたハワイ人力士だったが、バイソン将軍に廃業させられ恨みを持っている。ザンギエフと壮絶な力比べを行う。
バルログ
演 - グランド・L・ブッシュ
GNTのカメラマンで、本田の相棒。ボクサーだったが、バイソン将軍に廃業させられ恨みを持っている。
オリジナルとは異なり、シャドルーと敵対する立場にいる。
サンダー・バノーカ
演 - サンダー・バノーカ
GNTのニュースキャスター。
リュウ・ホシ
演 - バイロン・マン
日本人空手家。一流の格闘家だが、悪人を騙してアジア各地を渡り歩く詐欺師を行っている。サガットを騙そうとして賭け闘技に巻き込まれベガと対決するが、ガイルに逮捕された。情に深く、ピンチのガイル大佐に助太刀したり、人質となった医療ボランティアを助け出そうとする。
賭け闘技では上半身裸だったが、バイソン将軍の本拠地では白い空手着を着る。波動拳と竜巻旋風脚を使う。
ケン・マスターズ
演 - ダミアン・チャパ
アメリカ人空手家で、リュウの相棒。稼ぎが少ないために流浪し、小ズルイ詐欺行為をしながら生計を立てている。ふとしたことから、連合軍に協力するハメになる。目先の金に弱く、拝金主義的な考えの持ち主で、情に深いリュウとは道中別れ金目の物を探すが、リュウとベガの一騎討ちのために自身はサガットを引き受ける。戦いのあとその考えを改めたような発言をしている。必殺技は昇龍拳。
オリジナルとは異なり、風貌が短髪の白人になっている。

### 軍事国家シャドルー
M・バイソン将軍
演 - ラウル・ジュリア
東南アジアの軍事国家・シャドルーの支配者。かつて麻薬売買で得た資金を基に大量の兵器を買い漁り、高いカリスマと合わせて自前の軍隊を持つまでに至る。
「自分は独裁者ではない」「バイソンの元で汚れた地球を楽園に変えるのだ」と演説しているシーンがあるが、傍から見ればその言動は狂気の独裁者そのものであり、改造兵士を作るための非人道的な人体実験もためらいなく行わせている。
冷酷なだけではなく格闘技にも秀でており、自身に余裕があるときは格闘技による一騎打ちを好む一面もある。終盤ではガイルとの戦いにおいて人間兵器のシステムに感電し、超伝導電磁波を得てサイコクラッシャーなどの技を使うようになる。
ラウル・ジュリアは3年前から患っていた胃癌と脳卒中の併発のため作品公開を前にして死去。FOR RAUL Vaya Con Dios（天国のラウルに捧ぐ）という言葉を本作のエンディングクレジットに加えた。
ザンギエフ
演 - アンドリュー・ブリニアースキー
バイソン将軍の部下で怪力の持ち主。頭脳が劣るため、作戦が理解できない。バイソン将軍の理想演説に丸め込まれ、善人と信じ疑わなかったばかりか、自分以外のバイソン軍の兵士たちが給料をもらっていることを知らなかったようである。
連合軍が攻め込んだバイソン将軍の本拠地で、エドモンド本田と重量級の対決を展開する。根っからの悪人ではなく、バイソン将軍が悪人であると理解した後は連合軍と人質の脱出に協力している。
ディー・ジェイ
演 - ミゲル・A・ヌネス・ジュニア
口は達者だが、いざというと逃げ腰になるバイソン将軍の部下。バイソン将軍の配下になったのは本人いわく「給料がいいから」であり、忠誠心からでは無い。連合軍の攻勢を前に、退職金と称して金の入ったケースを持って脱走したが、その中身はバイソン将軍が作った通貨「バイソンドル」だった。
ダルシム博士
演 - ロシャン・セス
有能な知識をもつ博士。バイソン将軍に脅され、しぶしぶ彼の実験に協力させられていたが、良心の呵責から人体改造を自ら不完全なものにしようとする。最後はブランカ中尉を改造した罪を恥じて、運命を共にする。
オリジナルと異なり、格闘シーンは無い。風貌も髪が生えており白衣で、オリジナルの半裸に坊主姿はラストシーンで登場する。
カルロス・ブランカ
演 - ロバート・マンモン
ガイルの親友の中尉で、愛称はチャーリー（日本のゲーム版『ストリートファイター』シリーズではナッシュ）。医療ボランティアの護衛だったが、バイソン将軍の捕虜となり、感情の無い人間兵器「モンスター・ブランカ」に改造される。だが、ダルジム博士の改造が不完全だったため、人間としての感情がわずかに残っていた。
ビクター・サガット
演 - ウェス・ステュディ
シャドルーの裏の世界を牛耳る賭け闘技の主催者。戒厳令を破った罪で逮捕されるが、ガイル大佐の策略で脱走。武器の取引でバイソン将軍とも対面したが、金の支払いで対立する。
高齢だが、かつては「アイアン・フィスト（鉄の拳）」の異名を持つファイターだった。リュウとベガの戦いを邪魔させまいとするケンに挑まれる。
ベガ
演 - ジェイ・タバーレ
賭け闘技のファイターでサガットの部下。醜い者を拒み、美しいのは自分だけと考えているナルシスト。また、賭け闘技の王者で人気も高く、サガット曰く「アイアン・フィスト」以来最強の戦士。過去に対戦したリュウとバイソン軍本拠地で再会し、再戦を挑む。ローリングクリスタルフラッシュでリュウを攻めるが、戦いが進むにつれて仮面や爪が外れていった。格闘場でのシーンではゲームで彼が行う勝利ポーズを見せる。

## 日本語吹替
| 役名           | 俳優                           | 日本語吹替                                                            | 日本語吹替                                     |
| 役名           | 俳優                           | ソフト版                                                              | テレビ朝日版                                   |
| -------------- | ------------------------------ | --------------------------------------------------------------------- | ---------------------------------------------- |
| ガイル         | ジャン＝クロード・ヴァン・ダム | 大塚芳忠                                                              | 田中秀幸                                       |
| バイソン       | ラウル・ジュリア               | 玄田哲章                                                              | 内海賢二                                       |
| チュンリー     | ミンナ・ウェン                 | 深見梨加                                                              | 沢海陽子                                       |
| サガット       | ウェス・ステュディ             | 麦人                                                                  | 麦人                                           |
| リュウ         | バイロン・マン                 | 堀内賢雄                                                              | 平田広明                                       |
| ケン           | ダミアン・チャパ               | 江原正士                                                              | 藤原啓治                                       |
| キャミィ       | カイリー・ミノーグ             | 岡本麻弥                                                              | 岡本麻弥                                       |
| ザンギエフ     | アンドリュー・ブリニアースキー | 宝亀克寿                                                              | 大友龍三郎                                     |
| サワダ         | 澤田謙也                       | 澤田謙也                                                              | 矢崎文也                                       |
| ホーク         | グレッグ・レインウォーター     | 檀臣幸                                                                | 田中正彦                                       |
| 本田           | ピーター・トゥイアソソポ       | 安西正弘                                                              | 福田信昭                                       |
| バルログ       | グランド・L・ブッシュ          | 福田信昭                                                              | 辻親八                                         |
| ディー・ジェイ | ミゲル・A・ヌネス・ジュニア    | 中田和宏                                                              | 水野龍司                                       |
| ブランカ       | ロバート・マンモン             | 仲野裕                                                                | 中田和宏                                       |
| ベガ           | ジェイ・タバーレ               | 山路和弘                                                              | 松本大                                         |
| ダルシム       | ロシャン・セス                 | 小島敏彦                                                              | 納谷六朗                                       |
| 次官           | サイモン・キャロウ             | 仲野裕                                                                | 稲葉実                                         |
| バノーカ       | サンダー・バノーカ             | 伊藤和晃                                                              | 石波義人                                       |
| その他         |                                | 喜多川拓郎 伊井篤史 水野龍司 紗ゆり 星野充昭 成田剣 金沢映子 室園丈裕 | さとうあい 宝亀克寿 大坂史子 坪井智浩 関口英司 |
|                |                                |                                                                       |                                                |
| 演出           |                                | 松川陸                                                                | 向山宏志                                       |
| 翻訳           |                                | 岡田壯平                                                              | 徐賀世子                                       |
| 調整           |                                | 金谷和美                                                              | 兼子芳博                                       |
| プロデュース   |                                | 吉岡美惠子                                                            |                                                |
| 効果           |                                |                                                                       | VOX                                            |
| 担当           |                                | 岩見純一                                                              |                                                |
| 制作           |                                | ACクリエイト                                                          | コスモプロモーション                           |
| 初回放送       |                                |                                                                       | 1997年12月14日 『日曜洋画劇場』                |

- テレビ朝日版の翻訳では「シャドルー」は「シャダルー」になっている。

## ゲーム作品
1995年にカプコンから本作の実写映像を使用した対戦型格闘ゲームが2作品発売されている。ただし、両者の内容は大きく異なる。また、映画オリジナルキャラクターであるキャプテン・サワダや、映画には登場しなかった原作ゲームのキャラクターである豪鬼もプレイヤーキャラクターとして登場する。
- ストリートファイター ザ・ムービー - アーケードゲーム。原作『ストリートファイターII』シリーズとは大幅に異なったゲーム性となっている。キャプテン・サワダの他、映画に登場するバイソン軍突撃兵の設定を基にした新キャラクターのブレードと、その色違いであるカイバー、アーケイン、F7が登場する。
- ストリートファイター リアルバトル オン フィルム - セガサターンとプレイステーションで発売。上記『ザ・ムービー』とは違い『スーパーストリートファイターIIX』の内容をベースとし、ガイル大佐を主人公にしたストーリーモードも収録されている。

## コミカライズ作品
小学館のコミック誌『別冊コロコロコミックスペシャル』1995年6月号（64号）にて坂井孝行作画で読み切り漫画『映画原作 ストリートファイター シャドルー壊滅大作戦』として掲載。話の流れは多少のアレンジもあるが、映画原作に沿って描かれている。登場人物は読者にもわかりやすくするため、映画版ではなくゲームのキャラクターのデザインを使用している。
2007年にはムック『熱血!!コロコロ伝説』Vol.9で再録。

## アニメ作品『ストリートファイターUSA』
アメリカにて1995年から1997年に掛けて、テレビアニメ作品『Street Fighter』が放映された。容姿はゲーム版に準じているがガイルが主人公で正義の格闘家チーム「ストリートファイター」のリーダー、チュンリーがテレビリポーター、ブランカはガイルの親友をダルシム博士が改造した、ザンギエフはシャドルーの一員といった具合にキャラクター設定は本作を引き継いでおり、映画オリジナルキャラクターであったキャプテン・サワダもサワダ大佐として登場している。
日本では未放映だったが、2019年より複数の動画配信サイトで日本語字幕版が『ストリートファイター USA』というタイトルで配信されている。

## Original Soundtrack
- 「STREET FIGHTER」OSTは1995年3月24日[要出典]にSMEより発売。

1. STREET FIGHTER / ICE CUBE
2. COME WIDDIT / AHMAD/ RAS KASS/ SAAFIR
3. ONE ON ONE / NAS
4. PANDEMONIUM / THE PHARCYDE
5. STREET SOLDIER / PARIS
6. SOMETHING KINDA FUNKY / RALLY RAL
7. IT'S A STREET FIGHT / THE B.U.M.S
8. LIFE AS.... / LL COOL J
9. DO YOU HAVE WHAT IT TAKES? / CRAIG MACK
10. STRAIGHT TO MY FEET / HAMMER/DEION SANDERS
11. RUMBO N DA JUNGO / PUBLIC ENEMY(CHUCK D)INTRODUCING THE WRECK LEAGUE
12. RAP COMMANDO / ANOTHA LEVEL
13. WORTH FIGHTING FOR / ANGELIQUE KIDJO
14. SOMETHING THERE / CHAGE&ASKA